# Павићи
Павићи су насељено мјесто и мјесна заједница на подручју града Бање Луке, Република Српска, БиХ. МЗ Павићи обухвата насељена мјеста Павићи, Вилуси, Добрња, Шљивно и Радманићи.

## Становништво
|             | 2013.        | 1991.        | 1981.        | 1971.          | 1961.          |
| Укупно      | 269 (100,0%) | 607 (100,0%) | 790 (100,0%) | 1 038 (100,0%) | 1 020 (100,0%) |
| Срби        | 267 (99,26%) | 607 (100,0%) | 692 (87,59%) | 1 032 (99,42%) | 1 020 (100,0%) |
| Неизјашњени | 2 (0,743%)   | –            | –            | –              | –              |
| Југословени | –            | –            | 91 (11,52%)  | –              | –              |
| Остали      | –            | –            | 7 (0,886%)   | 5 (0,482%)     | –              |
| Црногорци   | –            | –            | –            | 1 (0,096%)     | –              |